# الدوري الألماني الشرقي 1970–71
الدوري الألماني الشرقي 1970–71 هو الموسم 24 من الدوري الألماني الشرقي. أقيم خلال الفترة 22 أغسطس 1970 وحتى 16 يونيو 1971، وأشرف على تنظيمه الاتحاد الأوروبي لكرة القدم، وكان عدد الأندية المشاركة فيه 14، وفاز فيه دينامو دريسدن.